# Blinded by the Light
«Blinded by the Light» — песня, написанная американским автором-исполнителем Брюсом Спрингстином в 1972 году. Наибольшую известность приобрела благодаря британской группе Manfred Mann’s Earth Band, в исполнении которой она достигла #1 в Billboard Hot 100 (19 февраля 1977 года) и вошла в хит-парады многих стран мира.

## История

### Брюс Спрингстин
«Blinded by the Light» была записана Брюсом Спрингстином в августе-сентябре 1972 года для его дебютного альбома Greetings from Asbury Park, N.J., изданного 5 января 1973 года лейблом Columbia Records. В феврале того же года издана в виде сингла с песней «The Angel» (с этого же альбома) на второй стороне.

### Manfred Mann’s Earth Band
В 1976 году композиция «Blinded by the Ligh» была переработана британской группой Manfred Mann’s Earth Band (при этом в текст песни были внесены небольшие изменения) и вошла в состав альбома The Roaring Silence, изданного в августе 1976 года лейблами Bronze Records в Великобритании и Warner Bros. Records в США. Этот альбом поднялся до #10 в Billboard Top LPs & Tape и является самым коммерчески успешным за всё время существования группы.
Незадолго до выхода альбома The Roaring Silence эта песня была также издана в виде сингла (с композицией «Starbird No. 2» на второй стороне), достигшего #1 в Billboard Hot 100 и #6 в UK Singles Chart в 1977 году. Композиция «Blinded by the Ligh» многократно исполнялась на концертах Manfred Mann’s Earth Band в разные годы и стала одной из самых популярных и узнаваемых песен группы.